# Café Central (Gouda)
Café Central is een café aan de Markt van de Nederlandse stad Gouda.
Café Central werd in 1923 door de toenmalige eigenaar Louis de Groot ingrijpend verbouwd. De achterzaal werd volledig in art-decostijl ingericht. De Rotterdamse kunstenaar Pieter den Besten maakte de wandschilderingen voor deze zaal. Den Besten maakte ook de wandschilderingen voor Tuschinski in Amsterdam, voor het Grand Theater Pompenburg in Rotterdam en voor de Nieuw Amsterdam van de Holland-Amerika Lijn. Het meeste werk van Den Besten is in de loop der tijd verloren gegaan, onder meer bij het bombardement op Rotterdam. In Gouda hebben de schilderingen vanaf 1953 verborgen gezeten achter een betimmering. Bij een verbouwing in 1992 zijn de schilderingen weer zichtbaar gemaakt. Het werk, op twee tegenover elkaar gelegen wanden van de zaal, laat dertien gestileerde vrouwenfiguren in pasteltinten zien. Het oorspronkelijke werk telde zestien vrouwenfiguren, maar een drietal figuren sneuvelden bij een verbouwing in 1939.
De zaal is een beschermd rijksmonument, het voorste en achterste deel van het café is een gemeentelijk monument met nummer 266.

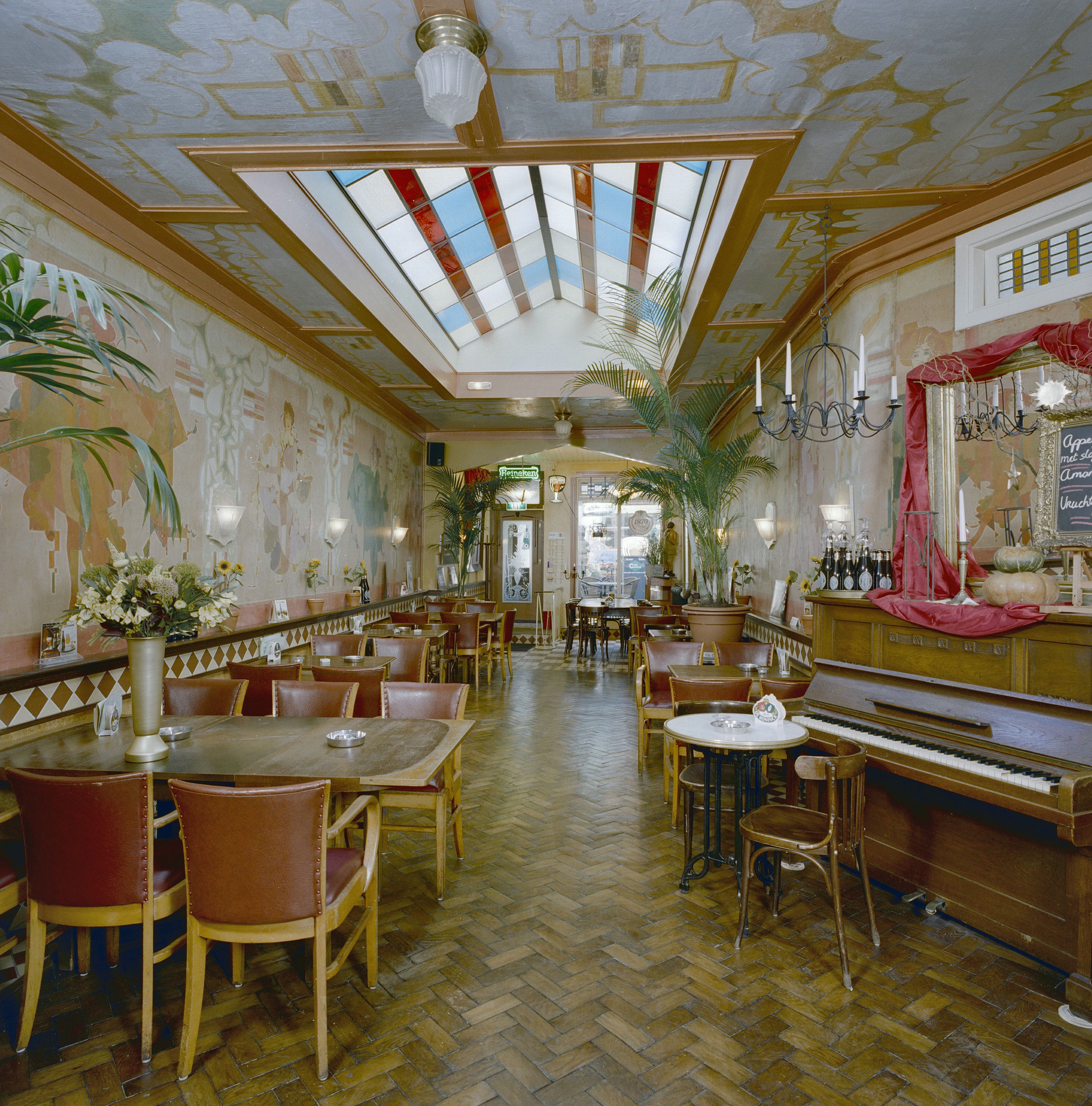
Interieur achterzaal
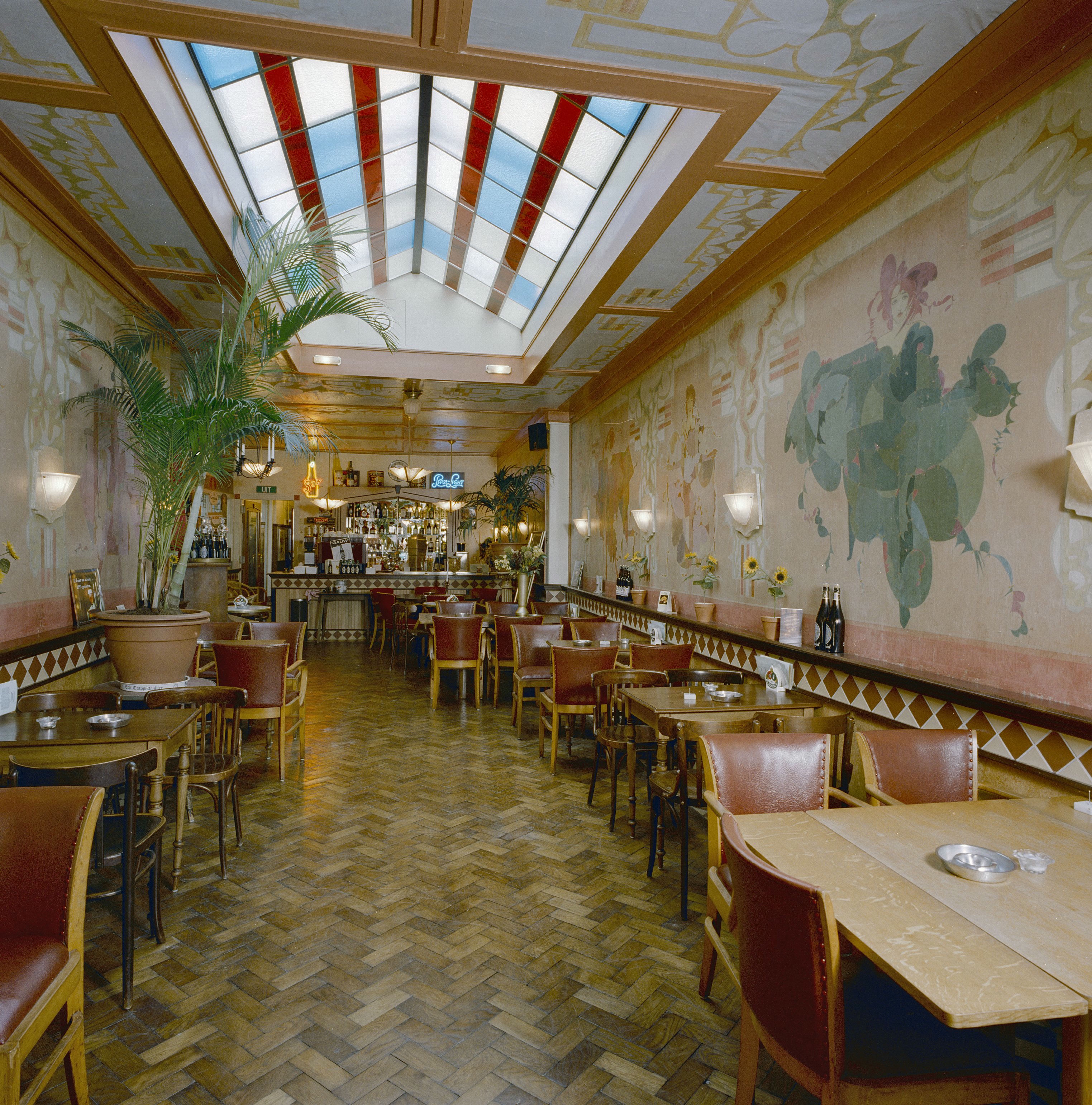
Interieur achterzaal
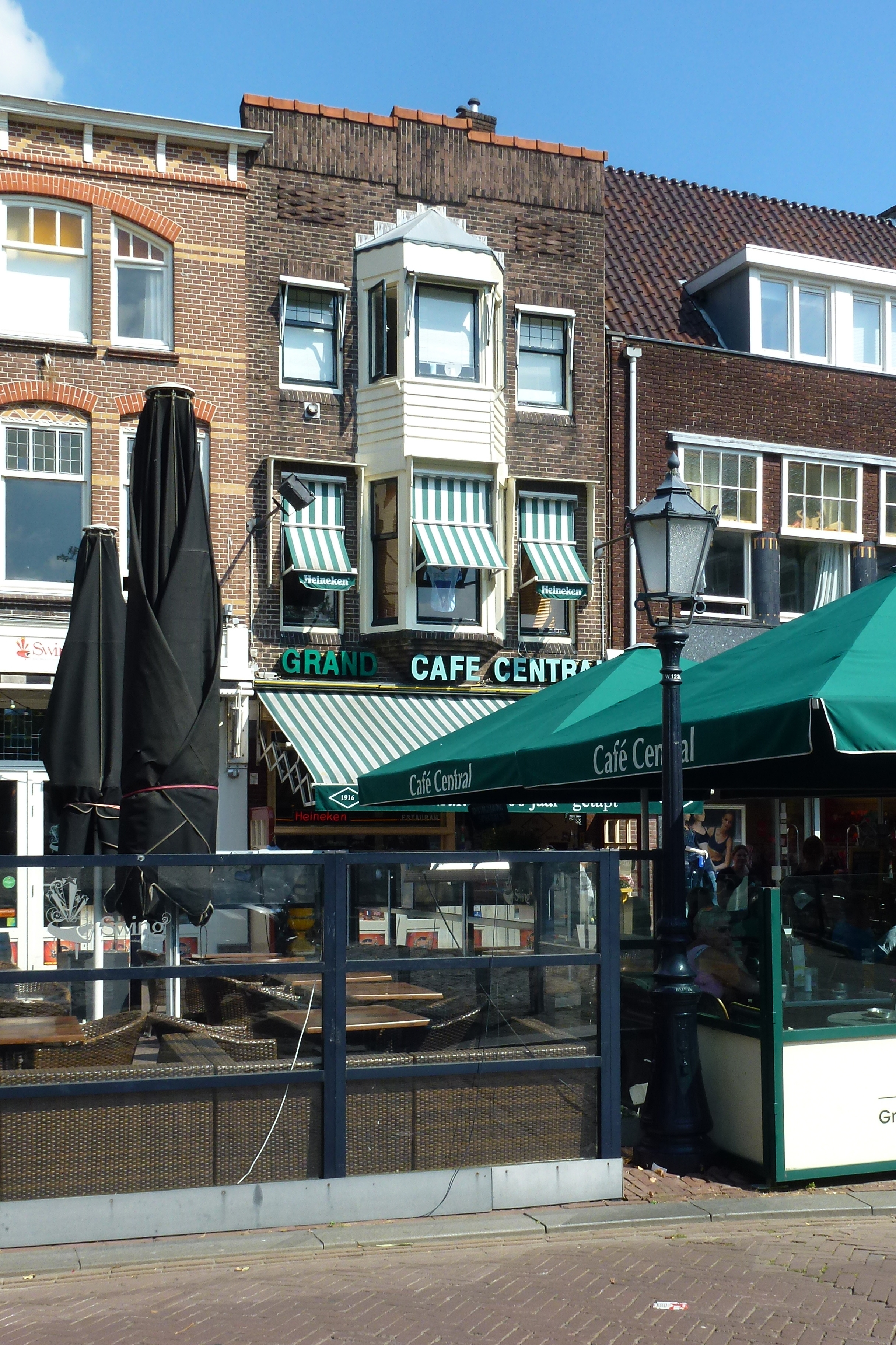
Exterieur